# Richard Dürr
Richard Dürr (Sankt Gallen, 1938. december 1. – Lausanne, 2014. május 29.) svájci labdarúgó-középpályás.
A svájci válogatott tagjaként részt vett az 1962-es és az 1966-os labdarúgó-világbajnokságon.